# Оцинг
Оцинг (њем. Otzing) општина је у њемачкој савезној држави Баварска. Једно је од 26 општинских средишта округа Дегендорф. Према процјени из 2010. у општини је живјело 1.969 становника. Посједује регионалну шифру (AGS) 9271143.

## Географски и демографски подаци
Оцинг се налази у савезној држави Баварска у округу Дегендорф. Општина се налази на надморској висини од 330 метара. Површина општине износи 30,4 km². У самом мјесту је, према процјени из 2010. године, живјело 1.969 становника. Просјечна густина становништва износи 65 становника/km².